# Ryan O'Reily
Ryan O'Reily è uno dei personaggi principali della serie TV statunitense Oz, interpretato da Dean Winters.

## Storia del personaggio
Ryan O'Reily è il detenuto numero 97P904 condannato il 12 luglio del 1997 per duplice omicidio volontario, cinque accuse per guida pericolosa in stato di ebbrezza, possesso di danaro sporco, uso illecito di arma da fuoco e violazione della libertà vigilata all'ergastolo con possibilità di vigilata non prima di 12 anni. Nel 1998 viene condannato per omicidio di primo grado e l'attesa per la condizionale viene spostata a 40 anni. O'Reily è un vandalo di origini irlandese condannato a 12 anni per aver ucciso due persone mentre guidava sotto l'effetto di alcool e droga, e in seguito a 40 anni per aver commissionato l'omicidio compiuto dal fratello Cyril. Prima dell'arresto era a capo di una banda irlandese, chiamata Bridget, con suo fratello come vice. Quest'ultimo, dopo aver sbattuto violentemente la testa durante una rissa, subì danni permanenti al cervello e Ryan sentendosi in colpa, finì col drogarsi e ubriacarsi, scorrazzando per tutta la città fino all'arresto.

### Stagione 1
Arrivato a Oz viene prima messo tra i normali, poi spostato permanentemente in Paradiso. Durante tutta la prima stagione quasi tutte le morti sono collegate con lui: nel primo episodio prega l'AC di guardia in isolamento di permettere a Johnny Post di bruciare Dino Ortolani, che fuori da Oz aveva sparato a O'Reily. In seguito consegna Post agli italiani. Organizza la morte di Jefferson Keane. Insieme a Simon Adebisi trita il vetro e lo mette nel cibo di Nino Schibetta per provocargli una forte emorragia interna. Con tutti i maggiori concorrenti eliminati, Ryan diventa il più grande spacciatore di Oz. Diventa anche il maggior fornitore di Tobias Beecher ed è perennemente diviso tra italiani e neri, che però alle loro spalle li offende chiamandoli "mangiaspaghetti" e "negri". Durante la rivolta fa parte dei cinque leader con Beecher come guardia del corpo.

### Stagione 2
O'Reily si sta godendo il suo stato di miglior spacciatore, quando gli viene diagnosticato un tumore alla mammella. Viene aiutato con trattamenti di chemio dalla dott.ssa Nathan, della quale si innamora, ma dopo il rifiuto di lei, incarica il fratello Cyril di ucciderle il marito. Cyril viene arrestato e inviato a Oz, dove viene stuprato da Vern Schillinger. Ryan giura di ucciderlo e per proteggere il fratello acconsente a donare il proprio sangue all'agente Rivera che è stato accecato da Miguel Alvarez. Cyril viene trasferito in Paradiso e in seguito Ryan confessa che è stato lui a ordinare l'esecuzione del marito della dottoressa Nathan.

### Stagione 3
Ancora in attesa di vendicarsi di Schillinger, Ryan manipola Jaz Hoyt per attaccare l'ariano, che comunque esce illeso. Furioso, O'Reily si accorda con Chris Keller e Beecher per torturare Andrew Schillinger, non vendendogli più droga e costringendolo a prenderla dai neri. Nel frattempo viene assunto un nuovo capo degli AC, Sean Murphy, che è irlandese e stringe una sorta di amicizia con O'Reily. Quando Murphy organizza il torneo di boxe, Ryan iscrive il fratello e per far sì che vinca ogni incontro mette della droga nell'acqua degli avversari e in seguito anche in quella dei detenuti che combattono contro il pugile su cui ha scommesso. Tuttavia Murphy scopre ciò che sta facendo e gli vieta di avvicinarsi alle bottiglie in vista della finale, così Ryan fa venire il padre in visita in modo da far imbestialire Cyril e fargli vincere l'incontro.

### Stagione 4
Ryan e Cyril partecipano alla sessione di incontri con Gloria Nathan e i genitori del defunto marito. Nathan vuole condannare O'Reily per l'omicidio del partner, ma Ryan rigira il tutto in suo favore quando dice che lei e McManus avevano una relazione. In seguito la dottoressa viene stuprata da Patrick Keenan, e sospetta che è stato Ryan a ordinarlo. In realtà non l'ha fatto, anche se ha detto di essere stato lui a ordinarlo e poi uccide Keenan colpendolo con un manubrio da ginnastica, per poi derubarlo della collana d'oro e consegnarla alla dott.ssa Nathan. O'Reily viene indagato per possesso e contrabbando di cellulare, e alla fine fa uccidere Stanislofsky da Claire Howell, con la quale aveva una relazione. In Paradiso ora sono i neri a farla da padrone, così Ryan e Keller si coalizzano per riportare le cose alla normalità e uccidono Shemin e Brown, incolpando Supreme Allah.
Ora che in Paradiso tutto è tornato alla normalità, una troupe televisiva viene a Oz per filmare la vita giornaliera di un prigioniero, ma il capo reporter è Jack Eldrige che in passato aveva fatto un servizio dove aveva dipinto i fratelli O'Reily come irrecuperabili teppisti. Ryan si rifiuta di dare informazioni sulla morte di Adebisi e aizza il fratello Cyril contro di lui, in quanto dormono nello stesso acquario. Intanto Supreme Allah esce dall'isolamento e avverte O'Reily di sapere che è stato lui a incastrarlo, così Ryan e Keller chiedono a Redding di eliminarlo. Intanto una donna di nome Suzanne Fitzgerald viene in visita, affermando di essere la madre naturale di Ryan; all'inizio l'irlandese non le crede, poi chiede al padre e viene a sapere che la donna sta dicendo la verità. Quando Jia Kenmin attacca Ryan in palestra, a difenderlo interviene Cyril che manda l'asiatico in coma e quindi viene messo in un istituto psichiatrico. Nel frattempo, insieme a Pedraig Connolly, Ryan pianifica di far saltare in aria il Paradiso, ma all'ultimo istante O'Reily si redime e decide di avvertire gli AC. Tuttavia la bomba non esplode.

### Stagione 5
Suzanne Fitzgerald viene a lavorare a Oz e Shupe dice a Ryan che i cinesi Kenmin e Chen vogliono violentarla. Ryan si scaglia contro di loro e Cyril, per proteggere il fratello, accoltella Li Chen. Dopo aver saputo che Shupe l'aveva manipolato, stringe un patto con Enrique Morales per ferirlo gravemente, in cambio di uccidere Kenmin. O'Reily litiga col cinese e quando interviene l'AC, si schiera dalla sua parte, per poi spifferargli che Kenmin parlava male delle guardie e consigliargli di ucciderlo. Motivato dal cattivo sangue che scorreva tra lui e gli Ariani, in mensa Ryan e Poeta prendono in giro Robson per le sue gengive da nero, per farlo escludere dalla Fratellanza. O'Reily ha un nuovo compagno d'acquario, padre Meehan, e con il suo aiuto riesce a parlare del suo trauma infantile, riguardante la defunta sorella Caroline, e finalmente si convince a non arrendersi per salvare Cyril e fare di tutto per appellarsi in processo.

### Stagione 6
O'Reily costringe Shupe a dire la verità all'avvocato di Cyril, poi lava il corpo privo di vita di padre Meehan in obitorio e gli legge un passo della bibbia. Peter Schibetta segue Ryan in palestra e insinua che è stato lui a uccidere Meehan con il malocchio e che ammazzerà tutte le persone a lui care. Così O'Reily convince il superstizioso Chucky Pancamo che Schibetta vuole maledirlo e lo fa uccidere. A Oz arriva Jahfree Neema, ex amante di Suzanne, che inizialmente odia Ryan e per questo l'irlandese si rivolge a Redding per farlo uccidere. Neema comunque dice a Ryan di voler salvare Cyril e che ha organizzato una protesta coinvolgendo tutti i detenuti. Nel frattempo viene arrestato il padre, Seamus, che in infermeria (luogo in cui è finito dopo un fallito tentativo di uccidere Neema), il giorno dell'esecuzione di Cyril, fa finalmente pace con Ryan. Durante l'esecuzione Ryan e la dott.ssa Nathan si baciano appassionatamente. Quando la prigione dev'essere evacuata, Ryan aiuta suo padre a scendere dal letto e lo trasporta nel bus.

## Analisi del personaggio
Sean O'Sullivan e David Wilson descrivono il personaggio come l'organizzatore della saga, mentre USA TODAY lo etichetta come "l'abitante di Oz portatore di guai".
Nell'episodio Le ultime parole famose, quando si discute di Sex and the City, O'Reily dice "mi scoperei Sarah come-diavolo-si-chiama": questo è un riferimento all'episodio del telefilm L'amico per il sesso in cui Dean Winters copula col personaggio interpretato da Sarah Jessica Parker.
Ryan è un sociopatico machiavelliano: riesce a sopravvivere a Oz manipolando chi gli sta intorno e lavorando con i peggiori individui del carcere, tanto che il creatore della serie, Tom Fontana, lo paragona a Iago, il principale antagonista della tragedia Otello di William Shakespeare.
O'Sullivan e Wilson dicono anche che O'Reily è uno dei personaggi più affascinanti dello show, qualcuno cui è impossibile seguire la storia intricata. Il suo schema machiavelliano è una delle caratteristiche più apprezzate della serie.